# Iviers
Iviers település Franciaországban, Aisne megyében. Lakosainak száma 219 fő (2022. január 1.). Iviers Aubenton, Beaumé, Besmont, Brunehamel, Coingt, Cuiry-lès-Iviers és Dohis községekkel határos.

## Népesség
A település népességének változása:
| Lakosok száma | 265  | 210  | 195  | 168  | 218  | 223  | 232  | 225  | 221  | 219  |
|               | 1968 | 1982 | 1990 | 2006 | 2013 | 2015 | 2017 | 2019 | 2020 | 2022 |